# Franz Loquai
Franz Loquai (* 28. Januar 1951 in Obergünzburg; † 12. August 2023 in Neckargerach) war ein deutscher Germanist, Literaturwissenschaftler und Hochschullehrer.

## Leben
Loquai wurde 1984 an der Universität Bamberg mit einer Dissertation über „Künstler und Melancholie. Zur gesellschaftlichen Lage des Künstlers in romantischer Prosa“ promoviert. 1992 habilitierte er sich dort im Fach Neuere Deutsche Literaturwissenschaft und wurde an die Universität Heidelberg berufen. 1995 folgte eine Erweiterung der Habilitation.
Zu seinen Forschungsgebieten zählten die Literatur des 18. bis 20. Jahrhunderts, insbesondere die Romantik und Gegenwartsliteratur. Darüber hinaus befasste er sich mit literarischer Rezeption, Literaturkritik und Medienanalyse. Besonders hervorgetreten ist er auch durch die Herausgabe von kommentierten, populären Leseausgaben klassischer Literatur.

## Veröffentlichungen (Auswahl)
- mit Reinhart Meyer u. a.: Dada in Zürich und Berlin 1916–1920. Literatur zwischen Revolution und Reaktion. Scriptor, Kronberg im Taunus 1973, ISBN 3-589-00031-7.
- Künstler und Melancholie in der Romantik. Peter Lang, Frankfurt am Main 1984, ISBN 3-8204-8037-4.
- Hamlet und Deutschland. Zur literarischen Shakespeare-Rezeption im 20. Jahrhundert. Verlag J.B. Metzler, Stuttgart, Weimar 1993, ISBN 978-3-476-00895-4.
- Christoph Meckel. 1993. (Hrsg.)
- Vom Gehen in der Literatur. 1993
- Gerhard Köpf. 1993. (Hrsg.)
- E. T. A. Hoffmann-Jahrbuch. 1992ff. (Hrsg. mit Hartmut Steinecke und Steven Paul Scher)
- E. T. A. Hoffmann. Lebens-Ansichten des Katers Murr. 1994 (Hrsg.)
- Aller Zauber dieser Welt. Die schönsten Kunstmärchen der deutschen Romantik. 1994 (Hrsg.)
- E. T. A. Hoffmann. Die Elixiere des Teufels. 1995 (Hrsg.)
- Far from Home: W. G. Sebald. 1995 (Hrsg.)
- Das literarische Schafott. Über Literaturkritik im Fernsehen. 1995
- E. T. A. Hoffmann. Nachtstücke. 1996 (Hrsg.)
- Die Alpen. 1996 (Hrsg.)
- Rainer Maria Rilke. Geschichten vom lieben Gott. 1997 (Hrsg.)
- W. G. Sebald. 1997 (Hrsg.)
- Rainer Maria Rilke. Die Aufzeichnungen des Malte Laurids Brigge. 1998 (Hrsg.)
- Prosper Mérimée. Carmen. 1998. (Hrsg.)